# Georges Sérès (ciclista, 1918)
Georges Sérès (París, 17 de enero de 1918-Boulogne-Billancourt, 25 de junio de 1983) fue un deportista francés que compitió en ciclismo en la modalidad de pista. Ganó una medalla de bronce en el Campeonato Mundial de Ciclismo en Pista de 1950, en la prueba de medio fondo.

## Medallero internacional
| Campeonato Mundial | Campeonato Mundial | Campeonato Mundial | Campeonato Mundial |
| Año                | Lugar              | Medalla            | Competición        |
| ------------------ | ------------------ | ------------------ | ------------------ |
| 1950               | Rocourt (Bélgica)  | Medalla de bronce  | Medio fondo (P)    |